# アブドゥラ・ヤミーン
アブドゥラ・ヤミーン・アブドル・ガユーム（ディベヒ語: އަބްދުﷲ ޔާމީން އަބްދުލް ގައްޔޫމް　英語: Abdulla Yameen Abdul Gayoom 1959年5月21日 - ）は、モルディブの政治家。同国第二共和政第5代大統領を務めた。同国で30年の長期政権を敷いた元大統領マウムーン・アブドル・ガユームの異母弟にあたる。
日本の外務省ではアブドッラ・ヤーミン・アブドゥル・ガユームと書かれている。また「アブドラ・ヤミーン」や「アブドゥッラ・ヤミーン」などとも表記されることがある。

## 来歴
マレで中等教育を受けた後、レバノン・ベイルートの大学に留学して経営学の学士号を取得する。その後はアメリカ合衆国のクレアモント・カレッジズで公共政策学の修士号を取得する。帰国後は異母兄マウムーン・アブドル・ガユームが立ち上げた企業の共同経営者を務め、1993年11月に貿易・工業大臣に就任する。その後も教育・社会保障大臣を務め、ガユームが大統領になった際には観光・民間航空大臣に就任した。
1990年から2005年にかけてモルディブ貿易公社会長を務めたが、在任中に不正を働き数百万ドルを蓄財したと言われている。同時期にはアイランド航空サービス会長、アドゥー開発公社副会長を歴任し、1993年から2013年にかけて国民議会議員を務めた。2004年5月にマレの四つの行政区の一つであるマチャンチョリ区長に就任し、教育・社会福祉政策に努めた。また文化振興にも力を注ぎ、さらに高等学校の支援も行った。
2013年の大統領選挙に立候補し、元大統領のモハメド・ナシードと争った。選挙はナシードが勝利するが、最高裁判所の判断で選挙結果は無効とされ、再度行われた投票では51.3%を獲得し、ナシードを破り大統領に当選した。
2013年に大統領に就任した後は、反体制派の弾圧に乗り出して敵対する政治家の多くを収監した。2018年2月1日、最高裁判所は収監されていた9人の釈放と議員資格を失った12人の復職を命じたが、ヤミーン大統領は拒否。対抗措置として、同月5日に15日間限定の非常事態宣言を発令。ヤミーン大統領に批判的であった異母兄のマウムーン・アブドル・ガユーム元大統領の逮捕を行った。
大統領就任後は、歴代政権が採用してきた親インド政策から離れて中国に接近。2015年には二国間で自由貿易協定を締結するなど経済的な連携を強めた。また、中国から得た資金援助で人工島を造成し、首都マレと空港を結ぶシナマーレ橋（中国・モルディブ友好橋）を建設し、高い人口密度に苦しむ首都の生活環境の改善も行うなどインフラ整備も行った。一方で中国への返済も膨大な額となり、野党からは批判も受けた。
2018年9月23日に行われた大統領選挙にも出馬して再選を目指したが、野党連合を取りまとめたイブラヒム・モハメド・ソリに敗れた。
2019年2月17日にはヤミーンをマネーロンダリング容疑で正式起訴するための予審が開かれ、検察側はヤミーンが証人の証言を妨害しようとしたと主張。翌18日、警察当局は証人に賄賂を渡して偽証するよう要請した容疑でヤミーンを逮捕したが、ヤミーン自身は容疑を否定した。11月28日、マネーロンダリングの罪で禁錮5年の判決を言い渡された。2021年1月には高等裁判所が原判決を支持したが、モルディブ最高裁判所は上告したヤミーンの訴えを認め、ヤミーンは2年ぶりに釈放された。
2022年12月25日、モルディブ刑事裁判所は新たに汚職とマネーロンダリングの罪でヤミーンに懲役11年・罰金500万ドルの判決を下し、ヤミーンはマーフシ刑務所に収監された（同年10月に自宅軟禁に変更）。しかし、2024年4月18日にモルディブ最高裁判所は2022年の司法手続きが「公平なものでなかった」として判決を破棄し、裁判をやり直すよう命じた。

## 日本との関係
2004年8月30日から9月1日にかけて、貿易・工業大臣として初めて訪日した。その10年後、2014年4月14日から17日に渡ってモルディブ大統領として初めて日本を公式訪問し、15日に安倍晋三内閣総理大臣と首脳会談を行ったほか、16日には日本記者クラブで記者会見の場を設けてマスコミからの質問に受け答えした。安倍首相との首脳会談、記者クラブでの会見ともに、2004年のスマトラ島沖地震で津波の被害を受けたモルディブと2011年の東日本大震災において津波の被害を受けた日本との間のお互いの支援が、ますます両国の絆を強めたとの認識を示して、気候変動対策や防災などでモルディブへの協力を惜しまなかった日本への謝意を表明している。